# Nemopistha pinheyi
Nemopistha pinheyi är en insektsart som beskrevs av Bo Tjeder 1967. Nemopistha pinheyi ingår i släktet Nemopistha och familjen Nemopteridae. Inga underarter finns listade i Catalogue of Life.